# Myrmica lemasnei
Myrmica lemasnei  (лат.) — вид мелких муравьёв рода Myrmica длиной около 4—5 мм.

## Распространение
Испания, Франция.

## Систематика
Этот вид был впервые описан французским мирмекологом и океанологом Francis Bernard (1908–1990). Также рассматривался в составе родов Sifolinia и Symbiomyrma.

## Биология
Социальный паразит (рабочие отсутствуют). Найден в гнездах Myrmica sabuleti.

## Этимология
Назван по фамилии французского мирмеколога Le Masne, который нашел первые экземпляры этого вида.

## Красная книга
Эти муравьи включены в «Красный список угрожаемых видов» (англ. IUCN Red List of Threatened Animals) международной Красной книги Всемирного союза охраны природы (The World Conservation Union, IUCN) в статусе Vulnerable D2 (таксоны в уязвимости или под угрозой исчезновения).